# Permalink

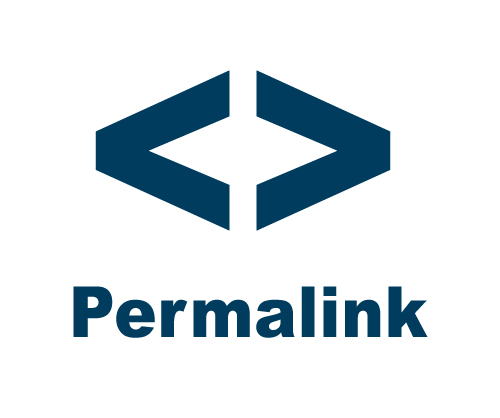
Permalinklogo

Bij een dynamische website waarbij oude informatie ook nog online blijft staan wordt een link naar informatie op de website  een permalink (afkorting van permanente link) genoemd als deze blijvend naar dezelfde informatie verwijst. Een tussenvorm is een link die blijvend naar informatie over hetzelfde onderwerp verwijst, maar waarbij de informatie door correcties en aanvullingen kan veranderen. Het tegengestelde is bijvoorbeeld een link naar de hoofdpagina van een nieuwssite of forum waarop steeds het laatste nieuws staat, respectievelijk de nieuwste reacties. 
De term wordt regelmatig aangetroffen op diverse websites, zoals weblogs, wiki's, nieuwssites en dergelijke, waarvan de inhoud snel verandert.

## Weblogs
De functie komt vaak voor binnen weblogs. In eerste instantie wordt namelijk elk nieuw item bovenaan de hoofdpagina van een weblog geplaatst. Na een bepaalde tijd verdwijnen deze items in een archief. Een permalink zorgt ervoor dat het individuele item, inclusief het eventuele commentaar daarop, op één enkele pagina komt te staan. Dit staat los van het feit of een item nieuw is of gearchiveerd is. Hierdoor kan een andere website blijvend linken naar een bepaald item.

## Wiki's
Ook in wiki's komen permalinks voor, bijvoorbeeld in de MediaWiki-software. Omdat een wikipagina continu verandert, is het soms gewenst om het adres van de op dat moment getoonde pagina te kunnen bewaren. In MediaWiki is dit mogelijk door te klikken op de menu-optie permanente verwijzing (op Wikipedia de voorlaatste optie in de hulpmiddelentabel aan de linkerzijde van de pagina), zodat de getoonde pagina opnieuw wordt geladen, maar dan met een permanente link in de adresbalk van de webbrowser.

## Technisch
De term permalink is vooral in gebruik op dynamische websites waarvan de inhoudelijke informatie is opgeslagen in een database. De permalink verwijst dan direct of indirect naar het id (identificatienummer) van het record in de database waar de betreffende informatie staat. Dit in tegenstelling tot links die bijvoorbeeld naar het laatst toegevoegde record verwijzen of de records van vandaag of de meest gelezen artikelen etc. Het bestaan van permalinks is eigenlijk de normale situatie bij websites op basis van een database.
Hoewel het id in een database bedoeld is als identificatie van een specifiek record, bestaan er ook websites waarbij het id na een wijziging in de database naar een ander record verwijst. Dat kan bijvoorbeeld gebeuren als er regelmatig een geheel nieuwe database wordt samengesteld uit informatie uit verschillende aangeleverde databases, en er geen gebruik wordt gemaakt van databasereplicatie.
Er zijn ook websites waarin de gevraagde id niet in de querystring kan worden opgenomen, maar bijvoorbeeld alleen met de post-methode (zie HTTP) kan worden doorgegeven, of waar de id in de sessievariabelen worden opgeslagen. Deze methoden worden vaak gebruikt om juist te voorkomen dat er permalinks zijn. De beheerders van de website geven er de voorkeur aan dat hun website via de hoofdpagina wordt binnengegaan.